# Mabuya altamazonica
Mabuya altamazonica är en ödleart som beskrevs av  Aurélien Miralles, César Luis Barrio-Amorós, Gilson Rivas Fuenmayor och Juan Carlos Chaparro Auza 2006. Mabuya altamazonica ingår i släktet Mabuya och familjen skinkar. Arten finns i Peruanska amazonas, Bolivia och troligtvis i Ecuador. Inga underarter finns listade i Catalogue of Life.